# Hyalurga batesi
Hyalurga batesi là một loài bướm đêm thuộc phân họ Arctiinae, họ Erebidae.